# Göran Sommardal
Göran Arne Sommardal, född 25 juni 1947 i Gävle, är en svensk poet, kritiker, radioproducent och översättare från kinesiska. Han har doktorerat i sinologi vid Stockholms universitet, på en avhandling om klassisk kinesisk poetik.
Sommardal är bosatt på Södermalm i Stockholm.

## Fotnoter
1. ↑  Utdrag ur Gävle trefaldighets födelsebok Riksarkivet